# John Heard (cestista)
John Alastair Heard (Adelaide, 11 febbraio 1939) è un ex cestista australiano.

## Carriera
Con l'Australia ha disputato le Olimpiadi del 1964, segnando 46 punti in 9 partite.